# Bacchisa atricornis
Bacchisa atricornis är en skalbaggsart som beskrevs av Stefan von Breuning 1961. Bacchisa atricornis ingår i släktet Bacchisa och familjen långhorningar. Inga underarter finns listade.